# Heidezakspin
De heidezakspin (Cheiracanthium erraticum) is een spinnensoort uit de familie Cheiracanthiidae.
De wetenschappelijke naam van de soort werd in 1802 als Aranea erratica gepubliceerd door Charles Athanase Walckenaer.

## Kenmerken
Het vrouwtje van de Heidezakspinnen bereikt een lichaamslengte van acht tot negen en het mannetje van vijf tot 6,5 millimeter, waarvan het prosoma (voorlichaam) bij het vrouwtje 2,1 tot 3,9 millimeter en bij het mannetje 2,5 tot 2,9 millimeter beslaat.
De prosoma en de poten van de heidezakspinzijn geelbruin tot groenachtig van kleur. De toppen van de cheliceren (kaakklauwen) zien er duidelijk donker uit. Bij mannen zijn de cymbia voorzien van een spoor dat nauwelijks verder reikt dan de helft van de tibia van de pedipalpen. De punt van het cymbium komt in lengte overeen met meer dan een derde van het cymbium zelf zonder zijn spoor.
De opisthosoma (buik) van de soort heeft een geelgroene basiskleur. In het midden loopt een doorlopende, geel omzoomde en donkerrode lengtestreep. De epigyne van het vrouwtje (vrouwelijk geslachtsorgaan) bevindt zich eronder en heeft twee kronkelige spermathecae (inbrengorganen).

## Vergelijkbare soorten
Andere soortgelijke soorten van de geslachten komen ook voor in Midden-Europa, die dan meestal alleen op betrouwbare wijze van elkaar kunnen worden onderscheiden door genitale morfologische kenmerken. Veel van deze soorten zijn echter nauwer verbonden met specifieke biotopen en komen daarom veel minder vaak voor dan de heidezakspin.] Een voorbeeld van zo'n aparte soort is Penny's spoorspin (Cheiracanthium pennyi).
Bovendien kan de Heidezakspin, zoals alle zakspinnen, worden verward met soorten van de zakspinnenfamilie (Clubionidae), waartoe ze vroeger werden gerekend. 

## Ecologie
De voorkeurshabitat van de heidezakspin is droog of licht vochtig en open gebieden die begroeid zijn met lage begroeiing (zoals kruiden, lage struiken of grassen). Voorbeelden van dergelijke habitats zijn zonnige bosranden en natte weilanden en, in Noord-Duitsland, ook lichtgrazige heidevelden. De spin blijft midden in de begroeiing.

## Verspreiding
De heidezakspin heeft een groot verspreidingsgebied dat Europa, Turkije, de Kaukasus, Rusland van Europa tot het Verre Oosten, Iran, Centraal-Azië, China, Korea en Japan omvat. De soort is daar geregistreerd op hoogtes tot 700 meter boven zeeniveau.